# Lallemandana gressitti
Lallemandana gressitti is een halfvleugelig insect uit de familie Aphrophoridae. De wetenschappelijke naam van deze soort is voor het eerst geldig gepubliceerd in 1980 door Hamilton.